# Macrocentrus coronarius
Macrocentrus coronarius är en stekelart som beskrevs av Lou och He 2000. Macrocentrus coronarius ingår i släktet Macrocentrus och familjen bracksteklar. Inga underarter finns listade i Catalogue of Life.